# Division 1 2023-24
La temporada 2023-24 del Championnat de France féminin de football (conocido como D1 Arkema por motivos de patrocinio) fue la 50.ª edición de la máxima categoría del fútbol femenino en Francia. En ella participaron 12 clubes que se enfrentaron en un sistema de todos contra todos durante un total de 22 jornadas. Los cuatro primeros clasificados jugaron un playoff por el título y las posiciones de la Liga de Campeones.
Los tres primeros clubes posicionados en el campeonato clasificaron a la Liga de Campeones mientras que los dos últimos posicionados descendieron a la División 2.

## Clubes participantes
| Equipo                     | Ciudad                                     | Estadio                        | Entrenador          | Último ascenso |
| -------------------------- | ------------------------------------------ | ------------------------------ | ------------------- | -------------- |
| F. C. Girondins de Burdeos | Le Bouscat , Suburbios de Burdeos          | Stade Sainte-Germaine          | Patrice Lair        | 2016           |
| Dijon F. C.                | Dijon                                      | Stade des Poussots             | Sébastien Joseph    | 2018           |
| F. C. Fleury 91            | Fleury-Mérogis                             | Stade Walter-Felder            | Fabrice Abriel      | 2017           |
| E. A. Guingamp             | Pabu                                       | Stade de l'Akademi EA Guingamp | Mathieu Rufié       | 2006           |
| Havre Athletic             | El Havre                                   | Stade Océane                   | Romain Djoubri      | 2022           |
| Lille Olympique S. C.      | Lille                                      | Complexe Sportif de Luchin     | Rachel Saïdi        | 2023           |
| Olympique de Lyon          | Décines-Charpieu , Suburbios de Lyon       | OL Training Center             | Sonia Bompastor     | 1977           |
| Montpellier Héraut S. C.   | Montpellier                                | Stade Bernard-Gasset           | Yannick Chandioux   | 1997           |
| Paris F. C.                | Bondoufle , Suburbios de París             | Stade Robert-Bobin             | Sandrine Soubeyrand | 1979           |
| Paris Saint-Germain F. C.  | Saint-Germain-en-Laye , Suburbios de París | Estadio Jean-Bouin             | Gérard Prêcheur     | 2001           |
| Stade de Reims             | Bétheny                                    | Stade Louis-Blériot            | Amandine Miquel     | 2019           |
| A. S. Saint-Étienne        | Saint-Étienne                              | Stade Salif-Keita              | Laurent Mortel      | 2023           |

## Fase regular
|                                              | Equipo                | Puntos | J  | G  | E | P  | GF | GC | DG  |
| -------------------------------------------- | --------------------- | ------ | -- | -- | - | -- | -- | -- | --- |
| 1                                            | Olympique de Lyon     | 61     | 22 | 20 | 1 | 1  | 82 | 13 | 69  |
| 2                                            | Paris Saint-Germain   | 50     | 22 | 15 | 5 | 2  | 67 | 17 | 50  |
| 3                                            | Paris FC              | 42     | 22 | 13 | 3 | 6  | 56 | 27 | 29  |
| 4                                            | Stade de Reims        | 35     | 22 | 10 | 5 | 7  | 33 | 31 | 2   |
| 5                                            | FC Fleury 91          | 33     | 22 | 10 | 3 | 9  | 37 | 33 | 4   |
| 6                                            | Montpellier HSC       | 32     | 22 | 9  | 5 | 8  | 33 | 36 | -3  |
| 7                                            | AS Saint-Étienne      | 29     | 22 | 9  | 2 | 11 | 31 | 52 | -21 |
| 8                                            | Dijon FCO             | 23     | 22 | 6  | 5 | 11 | 26 | 47 | -21 |
| 9                                            | Havre AC              | 22     | 22 | 5  | 8 | 9  | 33 | 49 | -16 |
| 10                                           | EA Guingamp           | 16     | 22 | 4  | 4 | 14 | 26 | 49 | -23 |
| 11                                           | Girondins Bordeaux    | 13     | 22 | 3  | 4 | 15 | 17 | 49 | -32 |
| 12                                           | Lille Olympique S. C. | 13     | 22 | 2  | 7 | 13 | 27 | 65 | -38 |
| Fuente: Division 1; actualización automática |                       |        |    |    |   |    |    |    |     |

Criterios de desempate: mayor número de puntos, mayor diferencia de goles, enfrentamientos directos, diferencia de goles particulares...

## Playoffs
|  | Semifinales 12 de mayo de 2023 | Semifinales 12 de mayo de 2023 | Semifinales 12 de mayo de 2023 |  |  | Final 17 de mayo de 2023        | Final 17 de mayo de 2023        | Final 17 de mayo de 2023        |  |
|  |                                |                                |                                |  |  |                                 |                                 |                                 |  |
|  |                                |                                |                                |  |  |                                 |                                 |                                 |  |
|  | 1.º                            |                                |                                |  |  |                                 |                                 |                                 |  |
|  |                                |                                |                                |  |  |                                 |                                 |                                 |  |
|  | 4.º                            |                                |                                |  |  |                                 |                                 |                                 |  |
|  |                                |                                |                                |  |  |                                 |                                 |                                 |  |
|  |                                |                                |                                |  |  |                                 |                                 |                                 |  |
|  |                                |                                |                                |  |  |                                 |                                 |                                 |  |
|  | 2.º                            |                                |                                |  |  |                                 |                                 |                                 |  |
|  |                                |                                |                                |  |  |                                 |                                 |                                 |  |
|  | 3.º                            |                                |                                |  |  | Tercer lugar 17 de mayo de 2023 | Tercer lugar 17 de mayo de 2023 | Tercer lugar 17 de mayo de 2023 |  |
|  | 3.º                            |                                |                                |  |  | Tercer lugar 17 de mayo de 2023 | Tercer lugar 17 de mayo de 2023 | Tercer lugar 17 de mayo de 2023 |  |
|  |                                |                                |                                |  |  |                                 |                                 |                                 |  |
|  |                                |                                |                                |  |  |                                 |                                 |                                 |  |
|  |                                |                                |                                |  |  |                                 |                                 |                                 |  |
|  |                                |                                |                                |  |  |                                 |                                 |                                 |  |
|  |                                |                                |                                |  |  |                                 |                                 |                                 |  |
|  |                                |                                |                                |  |  |                                 |                                 |                                 |  |